# Аджынохур (степь)
Аджынохур (Аджиноур; азерб. Acınohur çölü) — степь в Азербайджане, расположенная на территории Гахского и Шекинского районов. Территория степи используется как зимнее пастбище.

## География
Аджынохурская степь расположена между хребтами Боздаг и Гямигая Аджынохурского предгорья, на высоте 105—240 метров. Ландшафт степи полупустынный. В центре степи расположено одноимённое солённое озеро.

## Происхождение названия
Степь получила своё названия от расположенного в этой местности озера Аджынохур.